# Henrik Bohn Ipsen
Henrik Bohn Ipsen (født 1961) er en dansk filmfotograf

## Filmografi
- Perfect world (1990)
- Roser og persille (Tango for tre) (1993)
- Farligt venskab (1995)
- Ørnens øje (1997)
- Det store flip (1997)
- Bornholms stemme (1999)
- Seth (1999)
- Små ulykker (2002)
- Fado - sange fra Lissabons hjerte (2003, dokumentar)
- Baby (2003)
- Bølle Bob og Smukke Sally (2005)
- Efter brylluppet (2006)
- Han, hun og Strindberg (2006)
- One Shot (2008)
- Dømt for terror (2010)
- Julie (2011)
- Au pair (2011, dokumentar)
- Bandekrigerne - Et farligt venskab (2013)
- På røven i Nakskov (2015, dokumentar)